# Sergej Kopljakov
Sergej Viktorovič Kopljakov (in russo Сергей Викторович Копляков?; Orša, 23 gennaio 1959) è un ex nuotatore sovietico.
Specializzato nello stile libero, ha vinto tre medaglie alle olimpiadi di Mosca 1980: l'oro nei 200 m sl e nella staffetta 4x200 m sl e l'argento nella staffetta 4x100 m misti. Ha inoltre vinto l'argento nella staffetta 4x200 m sl a Montréal 1976.
Nel 1979 stabilì il record dl mondo nei 200 m stile libero nella manifestazione URS vs. DDR Junior meet a Potsdam.

## Palmarès
- Olimpiadi
  - Montréal 1976: argento nella staffetta 4x200 m sl.
  - Mosca 1980: oro nei 200 m sl e nella staffetta 4x200 m sl, argento nella staffetta 4x100 m misti.
- Mondiali
  - 1978 - Berlino: argento nella staffetta 4x200 m sl e bronzo nei 200 m sl.
- Europei
  - 1981 - Spalato: oro nei 200 m sl e nelle staffette 4x100 m sl e 4x200 m sl.